# کولن مور
کولن مور (انگلیسی: Colleen Moore؛ ۱۹ اوت ۱۸۹۹ – ۲۵ ژانویهٔ ۱۹۸۸) یک هنرپیشه اهل ایالات متحده آمریکا بود. وی بین سال‌های ۱۹۱۶ تا ۱۹۳۴ میلادی فعالیت می‌کرد.